# Ciclocistoïdeus
Els ciclocistoïdeus (Cyclocystoidea) són una classe d'equinoderms paleozoics coneguts només pels seus fòssils. Van viure de l'Ordovicià al Devonià (471,8 - 379,5 Ma).

## Característiques
Els ciclocistoideus es troben en forma de petits discos arrodonits compostos per plaques entrellaçades envoltades d'un anell marginal rígid, compost per grans plaques amb marcat relleu, i visiblement separades (probablement articulades), envoltades d'una "faldilla" flexible. La part inferior del disc té cinc raigs bucals que s'uneixen al centre (on està la boca) i probablement folrats amb podis flexibles, ramificats o no. La cara superior està protegida per plaques de calcàries poligonals, amb cinc perforacions centrals, que envolten l'anus.

## Taxonomia
Els ciclocistoïdeus inclouen dues famílies:
- Família Apycnodiscidae Boczarowski, 2001 †
- Família Cyclocystoididae Miller, 1882 †